# Avenula sulcata
Avenula sulcata é uma espécie de planta com flor pertencente à família Poaceae. 
A autoridade científica da espécie é (J. Gay ex Boiss.) Dumort., tendo sido publicada em Bulletin de la Société Botanique de Belgique 7(1): 68. 1868.

## Portugal
Trata-se de uma espécie presente no território português, nomeadamente os seguintes táxones infraespecíficos:
- Avenula sulcata subsp. albinervis - presente em Portugal Continental. Em termos de naturalidade é nativa da região atrás referida. Não se encontra protegida por legislação portuguesa ou da Comunidade Europeia.
- Avenula sulcata subsp. gaditana - presente em Portugal Continental. Em termos de naturalidade é endémica da Península Ibérica. Não se encontra protegida por legislação portuguesa ou da Comunidade Europeia.
- Avenula sulcata subsp. occidentalis - presente em Portugal Continental. Em termos de naturalidade é endémica da Península Ibérica. Não se encontra protegida por legislação portuguesa ou da Comunidade Europeia.
- Avenula sulcata subsp. reuteri - presente em Portugal Continental. Em termos de naturalidade é nativa da região atrás referida. Não se encontra protegida por legislação portuguesa ou da Comunidade Europeia.
- Avenula sulcata subsp. sulcata - presente em Portugal Continental. Em termos de naturalidade é nativa da região atrás referida. Não se encontra protegida por legislação portuguesa ou da Comunidade Europeia.